# Brinner Paris?
Brinner Paris? (originaltitel: Paris brûle-t-il?) är en fransk film från 1966 i regi av René Clément. Filmen bygger på en roman skriven av Larry Collins och Dominique LaPierre.

## Handling
1944, under pågående världskrig, kämpar den franska motståndsrörelsen för att återfå kontroll över Paris. Den tyske generalen Dietrich von Choltitz (spelad av Gert Fröbe) har fått order från Adolf Hitler att bränna Paris, om de allierade kommer för nära eller om de tyska styrkorna inte längre kan kontrollera staden.

## Medverkande (i urval)
| Alain Delon            | – Jacques Chaban-Delmas      |
| Jean-Paul Belmondo     | – Morandat/Pierrelot         |
| Charles Boyer          | – Monod                      |
| Gert Fröbe             | – Gen. Dietrich von Choltitz |
| Leslie Caron           | – Françoise Labe             |
| George Chakiris        | – Militär i pansarvagn       |
| Jean-Pierre Cassel     | – Lt. Henri Karcher          |
| Anthony Perkins        | – Sgt. Warren                |
| Kirk Douglas           | – Gen. George Patton         |
| Simone Signoret        | – Caféägare                  |
| Orson Welles           | – Konsul Raoul Nordling      |
| Glenn Ford             | – Gen. Omar Bradley          |
| Yves Montand           | – Marcel Bizien              |
| Robert Stack           | – Gen. Edwin Sibert          |
| Marie Versini          | – Claire Morandat            |
| Skip Ward              | – Militär med Warren         |
| Bruno Cremer           | – Col. Henri Rol-Tanguy      |
| Claude Dauphin         | – Colonel Lebel              |
| Pierre Dux             | – Parodi/Cerat               |
| Daniel Gélin           | – Yves Bayet                 |
| Michel Piccoli         | – Edgard Pisani              |
| Sacha Pitoëff          | – Frédéric Joliot-Curie      |
| Claude Rich            | – Gen. Jacques Leclerc       |
| Jean-Louis Trintignant | – Capt. Serge                |
| Pierre Vaneck          | – Maj. Roger Gallois         |
| Ernst Fritz Fürbringer | – von Boineburg              |